# Vecpiebalga
Vecpiebalga – wieś na Łotwie, w novadsie Kieś, zamieszkana przez 554 ludzi. W latach 2009–2021 stolica novadsu Vecpiebalga.